# 無罪的維納斯
無罪的維納斯，又譯聖潔的維納斯（英語：Innocent Venus），是日本WOWOW電視台於2006年6月27日深夜0時開始播放的電視動畫。

## 故事簡介
公元2010年，全球規模的「超大颶風（Hyper Hurrican）」使世界各國遭受巨大損失，已經膨脹到80億的人口一下子減少至50億，經濟和軍事的均衡崩潰了。
北美、俄羅斯、北歐被冰封，平原地區沉入大海，世界地圖突變，來到了混沌時期。日本政府在各地建立經濟特區，獲得了一定的復興。預先開發的「Powered Assist」技術為復興作出了巨大貢獻。但是，特區以外的地區，貧困不斷加劇，貧民區不斷擴大。統治階級自稱為「聖子（Logos）」，將powered assist技術轉而用於軍事。他們將貧困階級稱為「Levinas」，並排斥他們。
時光流逝，公元2035年。
脫離了為監視「Levinas」，鎮壓「Logos」內部的叛亂分子而組成的特殊部隊「幻影（Phantom）」的主人公葛城丈與夥伴鶴澤仁，與神秘的少女登戶沙那巧遇。圍繞著沙那，各種人的思慮紛繁纏繞，故事向前發展。他們3個人前進的方向上，究竟有什麼！？

## 登場人物

### 主要人物
葛城丈
22歲。
本作的男主角，原Phantom隊員，擁有優秀的運動神經和反射神經，缺乏感情，對外界沒有興趣，只對仁敞開心扉。
遭仁背叛後逐漸有了感情，最後踏上環遊世界之旅。
登戶沙那
14歲。
Seven Children中的一個，被稱為「維納斯」的神祕少女，在被國防軍追趕時，被丈與仁相救，便一起過逃亡的生活；和年齡不相符的早熟，喜歡著仁。
鶴澤仁
22歲。
出身於Logos，原Phantom隊員，言行舉止穩重，待人有禮貌的好青年。父親是政治家，原本未來已經無憂無慮，但是父親突然的死亡，家道中落，而加入Phantom；在加入Phantom後與丈相識，兩人如同兄弟一般，總是一起行動。動畫第12話承受不住角鬥士的恐懼而死亡。
司馬虎二
29歲。
海盜『倭寇』的首領。曾是Phantom隊員，有天生領袖人物的超凡魅力，自然地吸引上人。
伍羅
推測15歲。
奸詐狡猾，欺騙利用人的孤兒，對食物有著無比的執著。
多雷克
41歲。
Phantom司令官。
蕾妮
25歲。
Phantom副司令官。與司馬虎二為舊識。

## 電視動畫

### 各話標題
1. 地獄
2. 凶氣
3. 倭寇
4. 襲來
5. 連彈
6. 暴走
7. 策謀
8. 喪失
9. 救濟
10. 決心
11. 美神
12. 世界

### 主題曲
- 片頭曲

「Noble Roar」
作詞：ゆい／作曲：橘尭葉／編曲：橘尭葉／歌：妖精帝國
- 片尾曲

「Brand New Reason」
作詞：加藤隆介／作曲：佐藤純一／編曲：佐藤純一／歌：FLEET

## 外部連結
- イノセント・ヴィーナス （页面存档备份，存于）（日語）